# Glen Drover
Pour les articles homonymes, voir Drover.
Glen Drover est un guitariste canadien né le 25 mai 1969 à Ottawa (Ontario, Canada).
Avec son frère, le batteur Shawn Drover, il forme le groupe de power metal Eidolon en 1993, qui a sorti 8 albums à ce jour. En 2000, il rejoint King Diamond, avec qui il enregistrera House Of God.
En 2004, il intègre le groupe Megadeth qui vient alors de se reformer, et qui était à la recherche d'un nouveau guitariste soliste pour assurer la tournée de l'album The System Has Failed, on retrouve donc Glen Drover sur le DVD live That One Night : Live in Buenos Aires enregistré en 2005. Il joue sur l'album United Abomination, le onzième album de Megadeth, aux côtés de son frère, Dave Mustaine et James Lomenzo. Il est particulièrement reconnu pour son style légato. En 2008, il quitte Megadeth pour s'occuper de sa famille et de sa carrière avec son autre groupe et se fait remplacer par Chris Broderick.    
Depuis son départ, il s'est lancé dans une collaboration avec le guitariste français Stéphan Forté du groupe Adagio, pour créer un album instrumental sur lequel participeront Chris Poland et Jeff Young (deux anciens membres de Megadeth dans les années 80), ainsi que d'autres guitaristes tels que Vinnie Moore ou Jeff Waters.
Le 22 octobre 2008, il a été publié sur le site officiel du groupe Testament que Glen Drover s'est joint à eux pour leur tournée mexicaine auquel Alex Skolnick ne pourra participer. Ce dernier est très content du fait que Glen Drover le remplace pour cette tournée, ce qui est temporaire car il affirme qu'il sera présent pour une autre tournée en 2009.